# Max Mermelstein
Max Mermelstein (* 1. November 1942 in Brooklyn, New York; † 12. September 2008 in Lexington, Kentucky) war ein amerikanischer Drogenschmuggler, der für das Medellín-Kartell arbeitete und später ein wichtiger Informant für das FBI wurde.
Max Mermelstein machte in Brooklyn eine Ausbildung zum Mechaniker. Später reiste er nach San Juan (Puerto Rico), wo er in den Kokainhandel einstieg. Seine Arbeit im Kokainhandel begann 1981, als er für den kolumbianischen Dealer Rafael „Rafa“ Cardona Salazar tätig wurde. Durch „Rafa“ und andere Drogenbosse wurde Mermelstein ab 1981 einer der Hauptrepräsentanten des Medellín-Kartells in den USA.
1985 wurde er in Kalifornien verhaftet. Um einer langjährigen Gefängnisstrafe zu entgehen, sagte Mermelstein gegen das Medellín-Kartell aus und wurde ein langjähriger, wichtiger Informant für das FBI. Nach seiner Aussage kam Mermelstein ins Zeugenschutzprogramm, das er aber später wieder verließ. Bis zu seinem Tod waren 3 Millionen Dollar auf seinen Kopf ausgesetzt.
Mermelstein starb im September 2008 in Lexington, Kentucky, an Krebs.